# Робертс (Илиноис)
Робертс (енгл. Roberts) град је у америчкој савезној држави Илиноис.

## Демографија
По попису из 2010. године број становника је 362, што је 25 (-6,5%) становника мање него 2000. године.
| Група             | 2000.       | 2010.       |
| Белци             | 378 (97,7%) | 353 (97,5%) |
| Афроамериканци    | 0 (0,0%)    | 0 (0,0%)    |
| Азијати           | 0 (0,0%)    | 1 (0,3%)    |
| Хиспаноамериканци | 5 (1,3%)    | 6 (1,7%)    |
| Укупно            | 387         | 362         |